# Lagmann (Norwegen)
Der Lagmann (Plural: „Lagmenn“) war in Norwegen in früher Zeit ein rechtskundiger und angesehener Mann, der auf dem Thing das Recht und die Rechtsgewohnheiten vortrug und auslegte. Sein Gesetzesvortrag wurde eingeleitet mit den Worten: „Det er vore Loves Ophav, at vi skulle bøie os mod øst og bede til den hellige Krist“ (Das ist unseres Gesetzes Anfang, dass wir uns nach Osten verbeugen und zum Heiligen Christus beten). Darauf folgte der Vortrag, der in Westnorwegen „Lovmaal“, im Ostland „Lovtale“ und in Trøndelag „Lovens fremsigelse“ hieß.
Das Alter des Lagmanns-Amtes ist umstritten. Konrad von Maurer meinte, dass es schon vor der Auswanderung nach Island in Norwegen bestanden habe. Auch Knut Robberstad meint, dass es älter sei, als die Lagtings-Verfassung. Aber es gibt keine sichere schriftliche Quelle über das Lagmanns-Amt in der alten Zeit. Die erste Nachricht ist der Bericht über einen Prozess aus dem Beginn des 12. Jahrhunderts. Bestimmungen des Gulathingslov deuten auf ein höheres Alter hin. Es wird dort von einem Mann namens Atli berichtet, dass er die Leidangsbestimmungen vor dem Gulathing vorgetragen habe. Im Borgathingslov wird ein Berse oder Lov-Berse genannt. Er soll die Gesetzesbestimmungen über die Vermögensverhältnisse in einer Ehe vorgetragen haben. Beide lebten im 11. Jahrhundert. Allgemein geht man davon aus, dass die Lagmenn bereits unter Erich Blutaxt existierten. Sie werden in der Egils saga erwähnt. Dort wird ein Rechtsstreit zwischen Egil und Berg-Anund auf dem Gulathing geschildert, in dem Egil „Lehensmänner, Lagmenn und die ganze Gemeinde“ als Zeugen aufruft. Daraus kann aber nicht geschlossen werden, dass das Amt bereits in den 40er Jahren des 10. Jahrhunderts als solches bestanden habe. Die Stelle in der Quelle steht ganz allein, und erst im 12. Jahrhundert tritt der Lagmann in den Quellen wieder auf. Sicher ist die Erwähnung im Eidsivathingslov. Aber das Wort kommt im Gulathingslov nicht vor. Daraus wird geschlossen, dass der Lagmann zunächst im Ostland gebildet wurde. Die Nachbarschaft zu Schweden macht dies ebenfalls wahrscheinlich.
Die früheste Nachricht über einen königlichen Lagmann findet sich in einem Bericht über eine Reichsversammlung in Bergen 1223. Hier traten neun Lagmenn auf. Der vornehmste unter ihnen war Gunnar Grjonbak aus Trøndelag. Er behauptete von sich, er sei der älteste Lagmann der Runde, der das Amt übernommen habe, als König Sverre und Bischof Øystein Erlendsson lebten. Ob er der erste königliche Lagmann überhaupt war, lässt sich daraus aber nicht entnehmen.
König Sverre begann damit, im Kampf gegen den kirchlichen Einfluss auf die Rechtspflege königliche Lagmenn zu ernennen.
Erst König Magnus lagabætir führte in seinem Landslov 1274 den Lagmann als Richter ein. Diese Stellung hatte er bis 11. August 1797. Damit verdrängte sein Spruch im Lande in großem Umfang die Entscheidungsgewalt der Orts-Tinge. Weil er an den Versammlungen in den Handelsstädten teilnahm, in denen Recht gesprochen wurde, wurden die Rechtsmittel an dem von ihm geleiteten Lagting vorbei sofort an den Rat des Königs gerichtet. Nur in kleinen Orten, wo kein Lagmann wohnte, wurde das Rechtsmittel gegen die Entscheidung der Ortsversammlung an das vom Lagmann geleitete Lagting gerichtet. Mit Verordnung vom 6. August 1607 wurde verboten, dass der Lagmann in den großen Städten mit dem Bürgermeister und dem Stadtrat zu Gericht saß. Mit diesem Verbot entstand ein geordneter Instanzenzug vom städtischen Stadtratsgericht zum Lagmann. Auf dem Lande war dieser Instanzenzug schon lange üblich, da sich der Lagmann aus der Verkündung von Entscheidungen in der 1. Instanz zurückgezogen und sich auf das Lagting beschränkt hatte. Mit der Auflösung des norwegischen Reichsrates im Jahre 1536 waren der Adel und die Lagmenn die wichtigste Repräsentation für die Wahrung der Interessen Norwegens gegenüber dem dänischen Reichsrat.
Aber durch Gesetz vom 1. Juli 1887, das am 1. Januar 1890 in Kraft trat, wurde das Amt des Lagmanns im Zusammenhang mit der Einführung der Jury im Strafprozess wieder eingeführt.
Heute ist der Lagmann in Norwegen Mitglied eines Berufungsgerichts.